# Macrozamia cranei
Macrozamia cranei — вид голонасінних рослин класу саговникоподібні (Cycadopsida).
Етимологія: вшанування ентузіаста орхідей, який відкрив цей вид.

## Опис
Рослини без наземного стовбура, стовбур 7–12 см діаметром. Листя 1–5 в короні, сіро-зелене, напівглянсове, 70–90 см завдовжки, з 100—150 листовими фрагментами; хребет сильно спірально закручений, прямий, жорсткий; листкова ніжка 15–30 см в завдовжки, пряма, без шипів. Листові фрагменти прості; середні — завдовжки 70–300 мм, шириною 2–7 мм. Пилкові шишки веретеновиді, 8–22 см завдовжки, 2,5–5,5 см діаметром. Насіннєві шишки яйцюваті, завдовжки 8–14 см, 4.5–6.5 см діаметром. Насіння яйцеподібне, 20–25 мм завдовжки, 18–22 мм завширшки; саркотеста червона.

## Поширення, екологія
Країни поширення: Австралія (Квінсленд). Записаний між 400 і 600 м над рівнем моря. М. cranei росте на крутих схилах і гірських хребтах на дрібному скелетному ґрунті на вапняку, в сухих склерофітних чагарниках або евкаліптовому рідколіссі.

## Загрози та охорона
Цей вид знаходиться під загрозою розчищення землі для розвитку сільського господарства.